# 中野実 (政治家)
中野 実（實、なかの みのる、1854年8月10日（安政元年7月17日）- 1929年（昭和4年）8月23日）は、明治から昭和初期の実業家、政治家。衆議院議員。

## 経歴
肥前国佐賀郡、のちの佐賀県佐賀郡本庄村（現佐賀市本庄町上飯盛）で、中野龍淵の長男として生まれる。漢学を修めた。1885年（明治18年）10月、家督を相続した。
大阪で浪花堂の屋号で菓子商を営む。鈴木万次郎と共に愛国生命保険を設立し専務取締役兼大阪支社長を務めた。1917年（大正6年）博多株式取引所理事長に就任。その他、九州電灯鉄道取締役、泉尾綿毛取締役、鹿児島電気軌道（現鹿児島市交通局）取締役、松尾鉄工所取締役、朝鮮中央鉄道（のち朝鮮鉄道）取締役、九州土地建物取締役、札幌市街軌道取締役社長、太宰部軌道（西鉄大宰府線）取締役社長、筑豊製氷取締役社長、東邦電力顧問、中野商店監査役、佐賀琺瑯監査役などを務めた。
1912年（明治45年）5月の第11回総選挙で福岡県小倉市から立憲国民党所属で立候補して落選。1924年（大正13年）5月、第15回総選挙で佐賀県第2区から憲政会公認で出馬して当選し、立憲民政党に所属して衆議院議員に1期在任した。
佐賀大授搦耕地整理組合長も務め、故郷の本庄小学校、農道館、下飯盛八幡社、盲唖学校、養老院などに多額の寄付を行った。